# Saint-Hilaire-des-Landes
Saint-Hilaire-des-Landes (bretonisch: Sant-Eler-al-Lann) ist eine französische Gemeinde mit 1032 Einwohnern (Stand 1. Januar 2022) im Département Ille-et-Vilaine in der Region Bretagne. Die Bewohner werden Hilairiens und Hilairiennes genannt.
Die Gemeinde liegt etwa 41 Kilometer nordöstlich von Rennes und 37 Kilometer südlich vom Mont Saint-Michel, am Ufer des Flusses Minette.
Der Name leitet sich vom ehemaligen Bischof von Poitiers, Hilarius von Poitiers ab.

## Bevölkerungsentwicklung
| Jahr                       | 1962 | 1968 | 1975 | 1982 | 1990 | 1999 | 2009 | 2017 |
| Einwohner                  | 1144 | 1010 | 807  | 756  | 893  | 922  | 988  | 1038 |
| Quellen: Cassini und INSEE |      |      |      |      |      |      |      |      |

## Sehenswürdigkeiten
- Pfarrkirche St-Hilaire, erbaut ab dem 12. Jahrhundert
- Schloss La Haye, zwischen dem 14. und 17. Jahrhundert gebaut, in Teilen seit 1926 als Monument historique eingeschrieben, seit 1995 in weiteren Teilen
- Herrenhaus La Cherbaudière aus dem 16. Jahrhundert
- Herrenhaus Lignères, zwischen dem 15. und 17. Jahrhundert gebaut, Kapelle im Jahr 1730
- Herrenhaus Le Haut Feu aus dem 16. Jahrhundert
- Herrenhaus La Morgue, älteste Teile im 16. Jahrhundert gebaut
- Pfarrhaus aus dem 17. Jahrhundert
- Wassermühle aus dem 17. Jahrhundert

Siehe auch: Liste der Monuments historiques in Saint-Hilaire-des-Landes

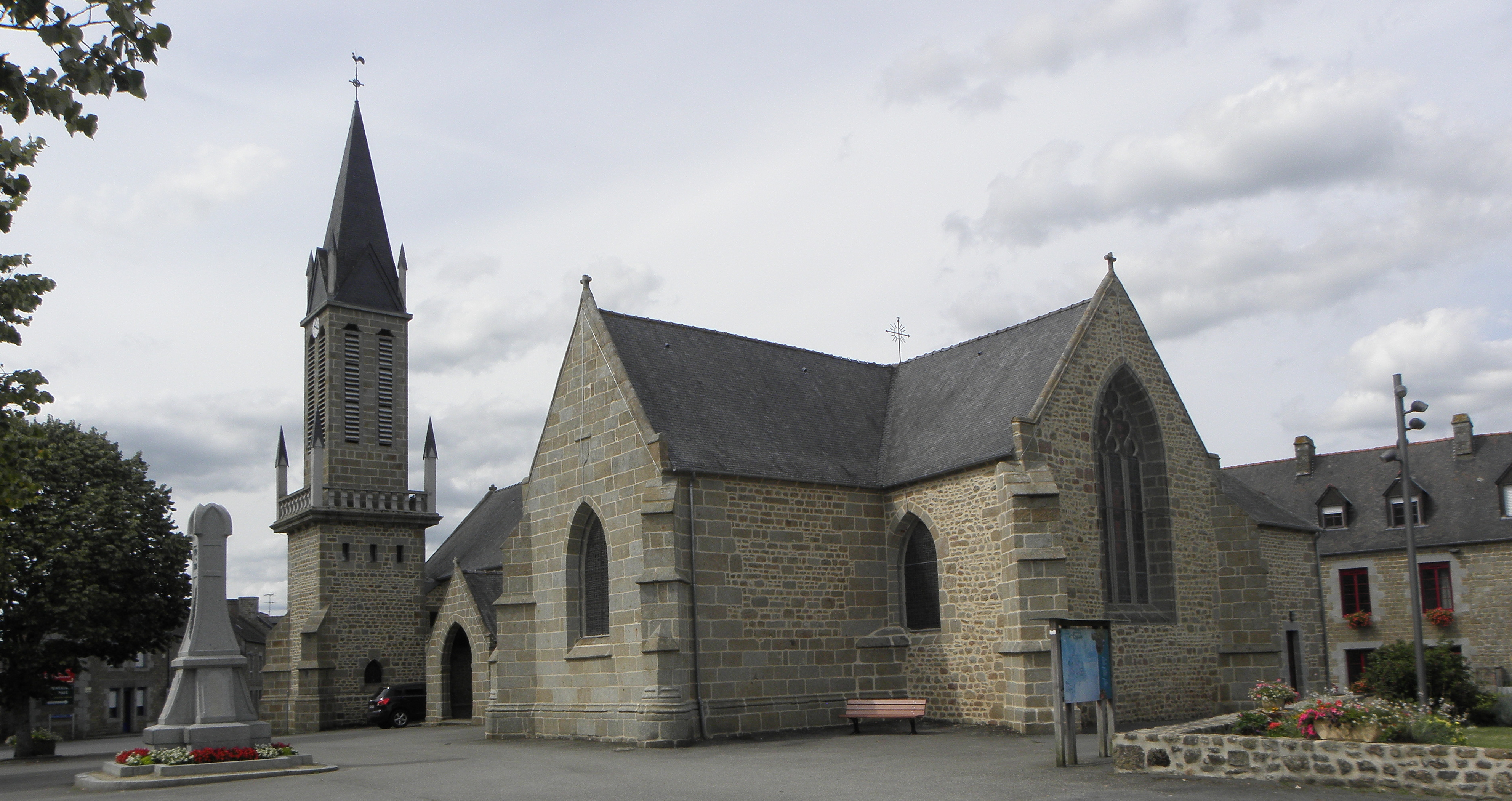
Kirche Saint-Hilaire
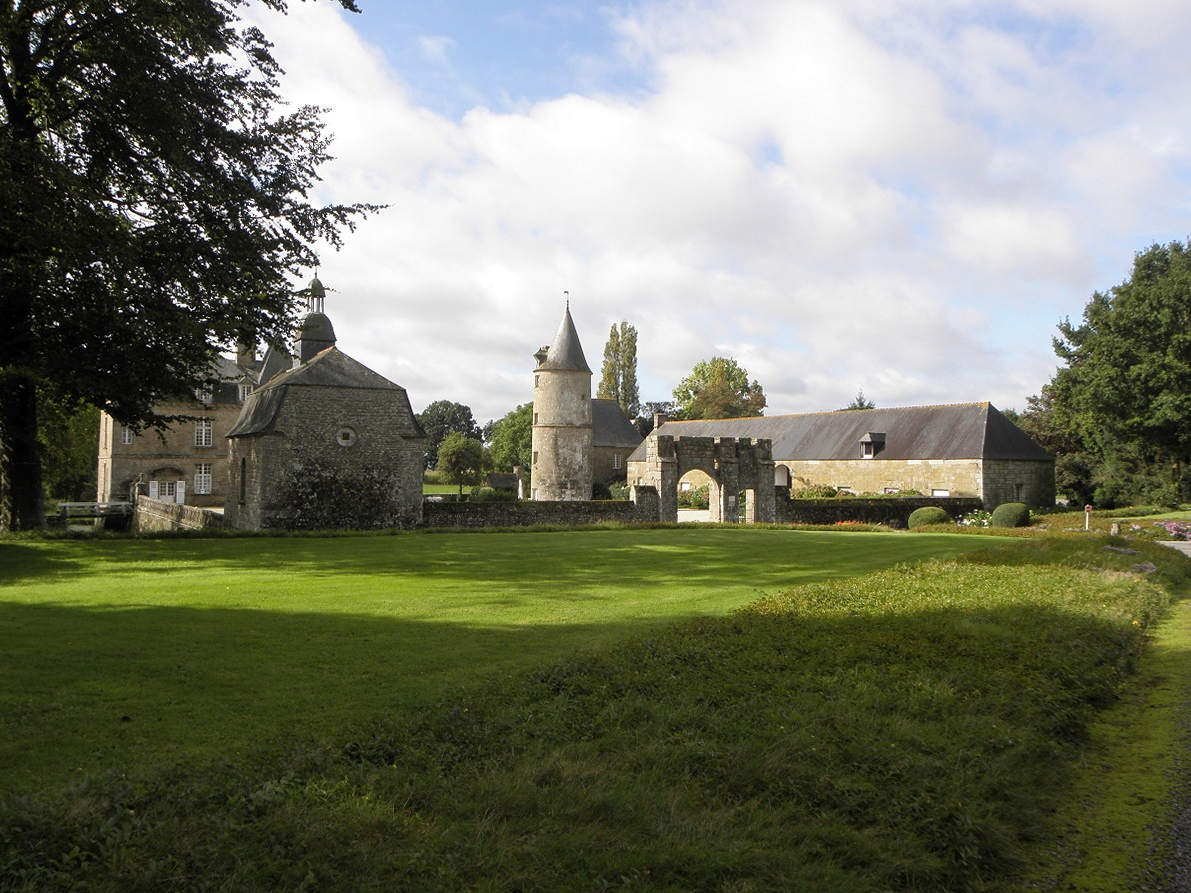
Schloss La Haye mit Kapelle